# Récupération de chaleur sur groupes frigorifiques
 (septembre 2013).
Si vous disposez d'ouvrages ou d'articles de référence ou si vous connaissez des sites web de qualité traitant du thème abordé ici, merci de compléter l'article en donnant les références utiles à sa vérifiabilité et en les liant à la section « Notes et références ».
La notion de récupération de chaleur sur les systèmes frigorifiques apparaît en Europe à la fin des années 1970 ; c'est l'une des formes possibles de chaleur de récupération (chaleur fatale récupérée).
À la suite des chocs pétroliers et, pour des raisons aussi bien écologiques qu’économiques, il semble dès lors logique de tenter de récupérer l'énergie thermique produite par les groupes froids. En effet, pour refroidir, les groupes frigorifiques produisent une grande quantité de chaleur. Cette source d’énergie est perdue : elle est rejetée dans l'air ambiant, et peut parfois constituer une nuisance. L'installation d'un récupérateur de chaleur sur un groupe froid permet de valoriser cette énergie disponible, le plus souvent sous forme d'eau chaude sanitaire et/ou eau de chauffage, et permet donc de réduire le coût de la facture énergétique.

## Principe
La mise en place d’un récupérateur consiste à intercaler entre le compresseur et le condenseur à air un échangeur de chaleur fluide frigorigène et eau dans le but de chauffer de l’eau en exploitant la chaleur extraite de la chambre froide lorsque l’on procède à son refroidissement et maintien en température. Le fluide frigorigène transporte l’énergie thermique depuis l'évaporateur jusqu’au récupérateur, où il cède des calories à l’eau, qui voit alors sa température augmenter.

## Technologies
À la suite de l’engouement de la demande, de nombreux systèmes ont été mis au point, plus ou moins aboutis, et utilisant différentes technologies. Il convient donc de distinguer les différents types de procédés existants :

### Les récupérateurs avec échangeurs à plaque externes
C’est la famille de récupérateur la plus répandue. Raccordés à la sortie du compresseur d’un côté et à un ballon de stockage de l’autre, ils permettent un échange de calories entre les gaz chauds et l’eau froide. 
Les performances de récupération sont variables puisqu’elles dépendent directement de la température de condensation, elle-même influencée par la température ambiante : la quantité de chaleur récupérable est moins importante en hiver qu’en été. Ce procédé ne permet que l’exploitation partielle de la chaleur totale récupérable (désurchauffe du gaz).

### Les récupérateurs avec échangeur internes ou «ballons à serpentins»
Ils consistent en un ballon d’eau chaude dans lequel est installé un échangeur de chaleur (qui peut être solidaire des parois, en forme de spirale ou de serpentin dans l’enceinte du ballon ou de géométrie plus complexe) directement en contact avec l’eau à chauffer à l’intérieur duquel passent les gaz chauds. 
Pour améliorer le niveau de récupération d’énergie et limiter l’impact de la température ambiante sur la température finale de l’eau chaude sanitaire, un dispositif de régulation de pression de condensation (vanne, pressostats réglables contrôlant la ventilation du condenseur à air) peut compléter le système afin d’obtenir des conditions plus favorables à la récupération de chaleur. 
Ce dispositif maintient « artificiellement » une haute pression de condensation et permet d’augmenter la température gaz chauds en sortie de compresseur. L’augmentation des performances de récupération de chaleur est dans ce cas réalisée au détriment des performances frigorifiques : la consommation électrique du refroidisseur augmente sensiblement. Là encore, ce procédé ne permet pas de récupérer toute la chaleur disponible en sortie de compresseur.

### Les récupérateurs à condensation à eau
Procédé mis au point en 2009, faisant l’objet d’un dépôt de brevet international et commercialisé sous la marque « Boostherm », ces récupérateurs utilisent l’eau à chauffer pour condenser totalement le fluide frigorigène à l’intérieur de l’échangeur. L’échangeur remplace alors le condenseur à air de la machine frigorifique ; les ventilateurs sont neutralisés et la totalité de la chaleur de condensation est exploitée pour la chauffe de l’eau contenue dans un ballon de stockage indépendant. L'exploitation de la chaleur latente de condensation, qui représente plus de 80 % de l’énergie potentiellement récupérable, permet de chauffer rapidement d’importants volumes d'eau à une température élevée. Ce procédé permet également de garder la maitrise de la température de condensation tout en s’affranchissant des contraintes ambiantes, et garantit donc des performances stables toute l’année. Cette technologie permettant de récupérer la totalité de la chaleur disponible, peut être envisagée sur de faible puissance (1 kW de puissance frigorifique chauffe 400 L d’eau à 55 °C) là où les désurchauffeurs classiques ne peuvent assurer les besoins en eau chaude sanitaire. (Base : température d'évaporation de −10 °C pour 15 heures de fonctionnement)

## Applications
La mise en place d’un récupérateur de chaleur peut s’effectuer sur une installation neuve ou existante. Ces systèmes sont destinés à tous types d’entreprise ayant à la fois des besoins de froid (ex: chambre froide, climatisation) et des besoins de chaud (exemple : production d’eau chaude sanitaire, chauffage). 
Ci-dessous, une liste (non exhaustive) d'applications possibles :
- restauration ;
- hôtellerie ;
- supermarché ;
- collectivités territoriales ;
- abattoir ;
- boucherie ;
- boulangerie ;
- production laitière ;
- Industrie agroalimentaire.